# Port lotniczy Cedar City
Port lotniczy Cedar City (IATA: CDC, ICAO: KCDC) – port lotniczy położony 3 km na północny zachód od Cedar City, w stanie Utah, w Stanach Zjednoczonych.